# António Silva (ator)
António Maria da Silva, mais conhecido por António Silva OSE • OB (Mercês, Lisboa, 15 de agosto de 1886 — São Sebastião da Pedreira, Lisboa, 3 de março de 1971), foi um ator português, conhecido pelos filmes em que participou durante a era de ouro do Cinema Português. Com uma carreira de mais de 50 anos em Teatro e Cinema, interpretou papéis em mais de 30 produções cinematográficas e centenas de peças teatrais.

## Biografia

### Infância e juventude
António Silva nasceu a 15 de agosto de 1886, no número 5 da Rua do Jasmim, freguesia das Mercês, em Lisboa, no seio de uma família humilde, filho de Francisco Constantino Augusto da Silva, dourador e de sua esposa, Amélia das Dores, ambos naturais de Lisboa, freguesias do Socorro e Lumiar, respetivamente. Órfão de pai aos 12 anos, começou a trabalhar muito cedo, como marçano de retroseiro e depois como empregado de uma drogaria. Concluiu o Curso Geral do Comércio, no antigo colégio Calipolense e, em dezembro de 1905, inicia a sua atividade como bombeiro voluntário, onde acumulou 24 louvores e atingiu o posto de Comandante do corpo ativo dos Bombeiros Voluntários da Ajuda.

### Início da carreira e época no Brasil
A par das suas ocupações profissionais, frequentou grupos cénicos amadores, onde obtém a sua formação teatral e, no Salão Ideal (hoje Cinema Ideal), era uma das vozes das "fitas faladas" que ali eram exibidas. Estreou-se profissionalmente a 26 de novembro de 1910, com a peça O Cristo Moderno, de Tolstoi, no Teatro da Rua dos Condes. Escriturado na Companhia Alves da Silva, participa em peças como O Rei Maldito e O Conde de Monte Cristo. Nesse mesmo ano estreia-se no Cinema em Rainha Depois de Morta, de Carlos Santos, um filme mudo de curta-metragem.

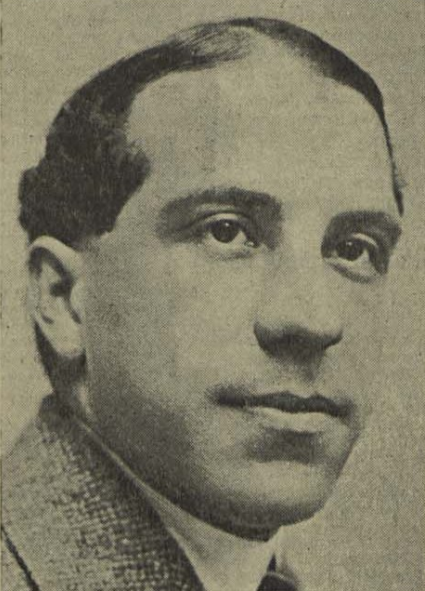
António Silva aos 37 anos (De Teatro, setembro de 1923).

Progredindo na carreira, vai para o Brasil em 1913, onde permanece até 1921, em digressão com a companhia teatral de António de Sousa. Conhece Josefina Barco no Brasil, onde casam a 23 de agosto de 1920. O romance polémico de ambos daria escândalo com a família dela e repercussões na imprensa. Neste período participa em três filmes mudos brasileiros: Ubirajara (1919), de Luiz de Barros, Convém Martelar (1920), de Manoel F. de Araújo e onde também foi produtor e Coração de Gaúcho (1920), de Luiz de Barros.

### Teatro

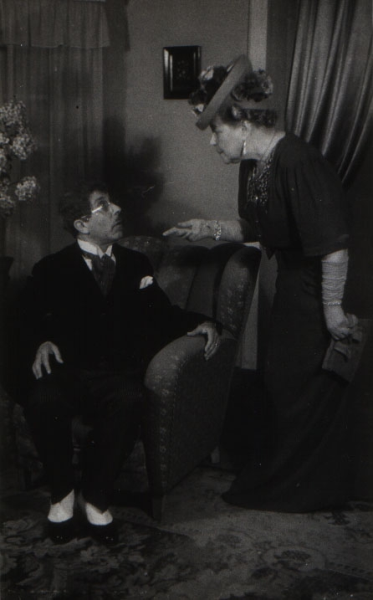
António Silva e Lucília Simões na peça O Jogo das Escondidas, no Teatro da Trindade, pela companhia Os Comediantes de Lisboa (1944).

De regresso a Portugal, é escriturado na Companhia Satanella-Amarante, de Luísa Satanela e Estêvão Amarante, onde permanece vários anos e onde logo se evidencia como comediante. Participa em comédia, revista, opereta, ópera cómica, vaudeville e zarzuela, em peças como: Paris Monte-Carlo, Amor perfeito, A menina do chocolate, O poço do Bispo, O Pão de Ló, O doutor da mula ruça, O Pé de Salsa, O bom ladrão, O padre cura, Água-pé, Mouraria, Guerra aos homens, A flor de São Roque, Três contra um!, O Papa Açorda e O ás do football. Em 1929 é escriturado na Companhia Maria das Neves, onde permanece até 1934, passando ocasionalmente por outras companhias como a Grande Companhia de Opereta, Companhia de Revistas e Operetas Lina Demoel e Companhia de Opereta e Revista Sales Ribeiro-Alves da Silva. Nesta época, destaca-se nas peças: A rosa enjeitada, Chá de parreira, O menino bonito, Viva o jazz!, A menina Amélia, Ó Costa vai-te matar!, Arraial, A bisbilhoteira, A senhora ministra, O pobre Valbuena, O solar das Picoas e O domador de sogras.
De 1934 a 1943, passa pela Companhia Beatriz Costa, Companhia António Macedo, Empresa António Macedo-Alberto Barbosa, Companhia do Teatro Variedades (Artistas Associados) e Companhia de Revistas do Teatro Maria Vitória, participando em inúmeras revistas e operetas como: O Chico das pêgas, Coração de Alfama, Arre, burro!, O brasileiro Pancrácio, A senhora da Atalaia, Desculpa, ó Caetano, O padre Piedade, O pai Paulino, O cabo Elísio, A morgadinha de Valflor, Bailarico, Lisboa 1900, O burro do senhor alcaide, O João Ratão, etc. De 1944 a 1946, integrou Os Comediantes de Lisboa, a convite dos irmãos Ribeirinho e António Lopes Ribeiro. Deste período residente no Teatro da Trindade, foi célebre nas peças: O jogo das escondidas, Não o levarás contigo!, Miss Ba, O rei, Fanny, Lady Kitty, Electra, a mensageira dos deuses, Pigmalião, Cinco judeus alemães, A massaroca, Zás, trás, pum e Ver as estrelas.
A partir de 1947 passa por várias companhias por breves períodos, como a Empresa Piero Bernardon, Empresa Portuguesa de Espetáculos Lda., Companhia Maria Matos-Vasco Santana, Sociedade Artística, Companhia do Teatro Apolo, Empresa Vasco Morgado, Companhia Eugénio Salvador, Empresa Ricardo Covões, Empresa Teatral José Miguel Lda., Empresa Eugénio Salvador & Rui Martins, Companhia Teatro Alegre e Empresa Hermes Portela. São ainda de relevar as suas participações em: Sempre em pé, O processo de Mary Matos, Quem manda são elas!, A leiteira de Entre Arroios, É de gritos!, Enquanto houver Santo António, Aguenta-te Zé!, Agora é que ela vai boa!, Rosa Brava, Viva o luxo!, Cidade maravilhosa, O João Valentão, Lua de mel... entre três, Abaixo as saias, Chá-chá-chá, Lisboa à noite, entre muitas outras.

### Cinema

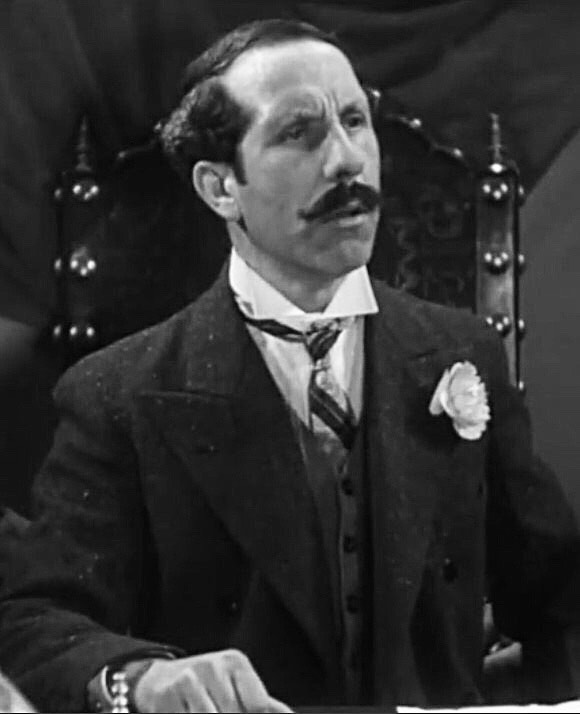
António Silva no papel de "Alfaiate Caetano Costa" no filme A Canção de Lisboa (1933).

Após algumas participações em filmes mudos nas décadas de 1910 e 1920, faz a sua grande estreia cinematográfica no filme A Canção de Lisboa (1933), de Cottinelli Telmo, onde representou o personagem "Alfaiate Caetano Costa", que lhe proporciona uma grande projeção nacional, firmando a sua popularidade e engenho como ator. A participação em longas-metragens de sucesso e a interpretação que faz de personagens cómicas em mais de 30 películas, consagram-no como um dos melhores e mais célebres atores portugueses do século XX e uma das figuras principais da época de ouro do Cinema Português. Alguns dos seus maiores sucessos foram As Pupilas do Senhor Reitor (1935), de Leitão de Barros, onde representou "João da Esquina", O Pátio das Cantigas (1942), de Ribeirinho, onde representou "Evaristo", ficando nacionalmente célebre a fala: "Ó Evaristo, tens cá disto?", O Costa do Castelo (1943), de Arthur Duarte, onde representou "Simplício Costa", Amor de Perdição (1943), de António Lopes Ribeiro, onde representou "João da Cruz", A Menina da Rádio (1944), de Arthur Duarte, onde representou "Cipriano Lopes", A Vizinha do Lado (1945), de António Lopes Ribeiro, onde representou "Saraiva", Camões (1946), de Leitão de Barros, onde representou "Cabo dos Meirinhos", O Leão da Estrela (1947), de Arthur Duarte, onde representou "Anastácio", Fado, História d'Uma Cantadeira (1947), de Perdigão Queiroga, onde representou "Chico Fadista", O Grande Elias (1950), de Arthur Duarte, onde representou "Elias", entre muitos outros.

### Rádio e televisão
António Silva fez também teatro radiofónico na Rádio Clube Português, ao lado da esposa e de outras figuras como Rogério Paulo, Paulo Renato, Isabel Wolmar, Carmen Dolores, Laura Alves e Álvaro Benamor. Na televisão, participou em algumas séries, telefilmes e teleteatro na década de 1960, como Cruzeiro de Férias, Histórias Simples da Gente Cá do Meu Bairro, Uma História por Semana, Riso e Ritmo e Melodias de Sempre.

### Condecorações e últimos anos
Foi agraciado com os graus de Oficial da Ordem de Benemerência, a 5 de outubro de 1936 e de Oficial da Ordem Militar de Sant'Iago da Espada, a 4 de novembro de 1966. Em 1944, recebeu o prémio para melhor ator atribuído pelo Secretariado Nacional da Informação, pelo seu desempenho no personagem de "Cipriano Lopes" no filme A Menina da Rádio. Recebeu ainda a Medalha de Prata do Teatro Nacional D. Maria II e a Medalha de Mérito Municipal, em 1967.

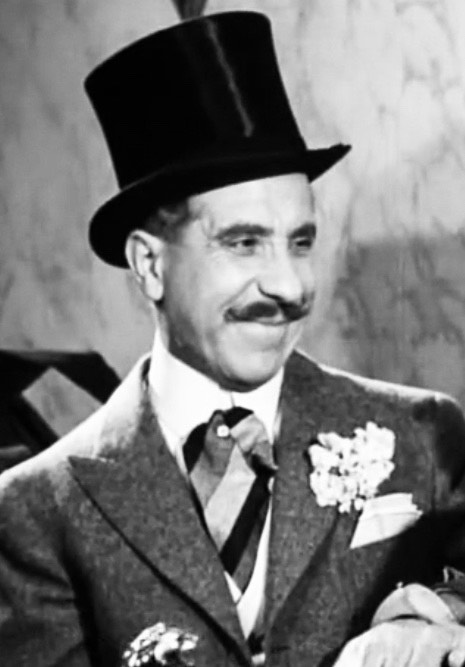
António Silva no papel de "Saraiva" no filme A Vizinha do Lado (1945).

Apesar de oficialmente reformado desde 1966, fez algumas participações na televisão e realizou uma programa de caráter biográfico sobre a vida e carreira, constituído por testemunho do próprio e de vários atores e realizadores que privaram com o ator e ilustrado pelos filmes que marcaram a sua carreira de ator, estreado na RTP a 23 de dezembro de 1968. António Silva passava os verões na Praia das Maçãs, seu local privilegiado de férias.
Despediu-se dos palcos com a revista Mulheres à vista, de Paulo da Fonseca, César de Oliveira e Rogério Bracinha, em cena no Teatro ABC do Parque Mayer em outubro de 1967, onde atuou ao lado de Ivone Silva, Aida Baptista, Beatriz da Conceição e Humberto Madeira.

### Falecimento e posteridade
António Silva faleceu no rés-do-chão direito do número 3 da Rua Fialho de Almeida, freguesia de São Sebastião da Pedreira, em Lisboa, onde residia, a 3 de março de 1971, aos 84 anos de idade, vítima de trombose cerebral. Encontra-se sepultado em jazigo municipal no Cemitério dos Prazeres, em Lisboa, perto do jazigo da atriz Laura Alves. Deixou viúva sua mulher Josefina Silva, também actriz, e de descendência três netos da filha do casal, Maria Helena, formada em química farmacêutica que trabalhava no Instituto Pasteur à data da sua morte, no final da década de 50.
Foi homenageado na nomeação do Auditório Municipal António Silva, inaugurado em março de 2003, na freguesia de Cacém, concelho de Sintra.
O seu nome faz parte da toponímia de: Abrantes (freguesia de São Vicente), Albufeira, Almada (freguesia de Charneca de Caparica), Amadora (freguesia de Brandoa, Reboleira e Venda Nova), Aveiro (freguesia de São João da Madeira), Barreiro (freguesia de Santo André), Beja (freguesia de Santa Maria da Feira), Benavente (freguesia de Samora Correia), Braga (freguesia de Adaúfe), Caldas da Rainha (freguesias de Nossa Senhora do Pópulo e Santo Onofre), Cascais (freguesias de Alcabideche, Parede e São Domingos de Rana), Gondomar (freguesias de Rio Tinto e Valbom), Lisboa (freguesias de Lumiar, Edital de 22 de junho de 1971 e Nossa Senhora de Fátima), Loures (freguesia de Santa Iria de Azoia), Mação, Maia (freguesia de Águas Santas), Matosinhos (freguesia de Senhora da Hora), Moita (freguesia de Alhos Vedros), Montijo (freguesias de Montijo e Santo Isidro de Pegões), Odivelas (freguesias de Caneças, Odivelas, Pontinha e Ramada), Oeiras (freguesia de Linda-a-Velha), Ourém (freguesia de Alburitel), Palmela (freguesia de Pinhal Novo), Santo Tirso (freguesias de Lama e Santo Tirso), Seixal (freguesias de Arrentela, Corroios, Fernão Ferro e Seixal), Sesimbra (freguesia de Quinta do Conde), Sintra (freguesias de Algueirão-Mem Martins, Almargem do Bispo, Colares e Monte Abraão), Tavira (freguesia de Santa Maria), Trofa (freguesias de Bougado e São Romão do Coronado), Vila Franca de Xira (freguesias de Póvoa de Santa Iria e Vila Franca de Xira), Vila Nova de Famalicão (freguesia de Louro) e Vila Real (freguesia de Mateus).

## Filmografia
| Ano  | Filme                           | Personagem                   | Referências |
| ---- | ------------------------------- | ---------------------------- | ----------- |
| 1910 | Rainha Depois de Morta          | -                            | [ 2 ] [ 6 ] |
| 1919 | Ubirajara                       | -                            | [ 2 ] [ 6 ] |
| 1920 | Convém Martelar                 | -                            | [ 2 ] [ 6 ] |
| 1920 | Coração de Gaúcho               | Caixeiro-viajante            | [ 2 ] [ 6 ] |
| 1933 | A Canção de Lisboa              | Alfaiate Caetano Costa       | [ 2 ] [ 6 ] |
| 1934 | Gado Bravo                      | -                            | [ 2 ] [ 6 ] |
| 1935 | As Pupilas do Senhor Reitor     | João da Esquina              | [ 2 ] [ 6 ] |
| 1936 | Bocage                          | Tomé, Esbirro da Intendência | [ 2 ] [ 6 ] |
| 1937 | As Três Graças                  | -                            | [ 2 ] [ 6 ] |
| 1937 | Maria Papoila                   | Mr. Scott, o Americano       | [ 2 ] [ 6 ] |
| 1939 | Varanda dos Rouxinóis           | António Gouveia              | [ 2 ] [ 6 ] |
| 1940 | João Ratão                      | Teotónio                     | [ 2 ] [ 6 ] |
| 1940 | Feitiço do Império              | Tio Alberto                  | [ 2 ] [ 6 ] |
| 1942 | O Pátio das Cantigas            | Evaristo                     | [ 2 ] [ 6 ] |
| 1942 | Lobos da Serra                  | Tio Luís                     | [ 2 ] [ 6 ] |
| 1943 | Amor de Perdição                | João da Cruz                 | [ 2 ] [ 6 ] |
| 1943 | O Costa do Castelo              | Simplício Costa              | [ 2 ] [ 6 ] |
| 1944 | A Menina da Rádio               | Cipriano Lopes               | [ 2 ] [ 6 ] |
| 1945 | A Vizinha do Lado               | Saraiva                      | [ 2 ] [ 6 ] |
| 1946 | Camões                          | Cabo dos Meirinhos           | [ 2 ] [ 6 ] |
| 1947 | O Leão da Estrela               | Anastácio                    | [ 2 ] [ 6 ] |
| 1947 | Três Espelhos                   | Médico legista               | [ 2 ] [ 6 ] |
| 1947 | Fado, História d'Uma Cantadeira | Chico Fadista                | [ 2 ] [ 6 ] |
| 1947 | Os Vizinhos do Rés-do-Chão      | Ernesto Silva                | [ 2 ] [ 6 ] |
| 1949 | Heróis do Mar                   | Tio Petinga                  | [ 2 ] [ 6 ] |
| 1950 | O Grande Elias                  | Elias                        | [ 2 ] [ 6 ] |
| 1951 | Sonhar É Fácil                  | Silva                        | [ 2 ] [ 6 ] |
| 1952 | Os Três da Vida Airada          | Lucas                        | [ 2 ] [ 6 ] |
| 1953 | O Comissário de Polícia         | Conselheiro Faustino         | [ 2 ] [ 6 ] |
| 1956 | Perdeu-se um Marido             | Luís                         | [ 2 ] [ 6 ] |
| 1956 | O Noivo das Caldas              | D. Basílio                   | [ 2 ] [ 6 ] |
| 1956 | O Dinheiro dos Pobres           | Barroso, o Filantropo        | [ 2 ] [ 6 ] |
| 1957 | Dois Dias no Paraíso            | António Azevedo              | [ 2 ] [ 6 ] |
| 1960 | O Passarinho da Ribeira         | Barata                       | [ 2 ] [ 6 ] |
| 1961 | As Pupilas do Senhor Reitor     | João da Esquina              | [ 2 ] [ 6 ] |
| 1963 | O Miúdo da Bica                 | Locutor                      | [ 2 ] [ 6 ] |
| 1964 | Aqui Há Fantasmas               | Professor Hermes             | [ 2 ] [ 6 ] |
| 1967 | Sarilho de Fraldas              | Castelo                      | [ 2 ] [ 6 ] |

## Televisão
| Ano       | Programa                                    | Personagem             | Referências |
| --------- | ------------------------------------------- | ---------------------- | ----------- |
| 1958      | O Sr. Silva Está em Férias                  | -                      | [ 2 ]       |
| 1961      | O Herói e o Soldado                         | Major Petkov           | [ 2 ]       |
| 1964      | Caruncho                                    | -                      | [ 2 ]       |
| 1965      | Cruzeiro de Férias                          | Comandante Águas       | [ 2 ]       |
| 1965      | Histórias Simples da Gente Cá do Meu Bairro | Tiago/Leopoldo/Teodoro | [ 2 ]       |
| 1965      | Não Acordem o Menino Jesus                  | Cosme                  | [ 2 ]       |
| 1965-1966 | Um História Por Semana                      | -                      | [ 2 ]       |
| 1966      | Cravos de Papel                             | -                      | [ 2 ]       |
| 1966-1968 | Riso e Ritmo                                | -                      | [ 2 ]       |
| 1968      | Melodias de Sempre                          | -                      | [ 2 ]       |